# Paul Bettany
Paul Bettany (født 27. maj 1971) er en engelsk skuespiller. Han er mest kendt for sine roller som Geoffrey Chaucer i A Knight's Tale, Charles i A Beautiful Mind, Stephen Maturin i Master and Commander: The Far Side of the World, Peter Colt i Wimbledon og som Silas i Da Vinci Mysteriet. Han ses desuden i rollen Dustfinger i New Lines produktion Inkheart, fra 2008. Og, selvfølgelig, hans rolle som stemmen til J.A.R.V.I.S./Vision i Iron Man 1, 2 og 3, og Avengers, Avengers: Age of Ultron og Avengers: Infinity War, samt i serien WandaVision.  

## Biografi

### Tidlige liv
Bettany blev født i Shepherd's Bush, London og er søn af Thane Bettany, en dramalærer og skuespiller, og Anne Kettle, en skolesekretær. Han har en storesøster, Sarah, og havde en lillebror, Matthew, der døde efter et fald, da han kun var otte år gammel. Matthews død gjorde familien meget sørgmodige. Hurtigt efter flyttede Bettany hjemmefra og rejste til London for at leve der alene. Han boede i en lille lejlighed og tjente penge på at spille på sin guitar på gaden. Efter to år fandt han et nyt job som hjælper på et plejehjem.

### Karriere
Da Bettany var nitten år, bestemte han sig for at blive skuespiller og begyndte at studere på London Drama Centre i Chalk Farm. Han scenedebuterede i Stephen Daldrys anmelderroste West End genopførelse af An Inspector Calls på Aldwych Theatre, hvor han spillede rollen som Eric Birling. Han optrådte også i Royal Shakespeare Companys sceneopsætning af Richard III, Romeo og Julie, og Julius Caesar (som han fik en Charleson Award-nominering for). Da Bettany var 21 optrådte han i en BBC-produktion af Oliver som Bill Sykes. Har også medvirket i Firewall (2006), sammen med danske Nikolaj Coster-Waldau.

## Filmografi
| År   | Film                                            | Rolle                        | Noter           |
| ---- | ----------------------------------------------- | ---------------------------- | --------------- |
| 1997 | Bent                                            | Captain                      |                 |
| 1997 | Sharpe´s Waterloo                               | Prince William of Orange     | tv-serie        |
| 1998 | Coming Home                                     | Edward Carey-Lewis           | Tv film         |
| 1998 | Killer Net                                      | Joe Hunter                   | Tv mini-serie   |
| 1998 | The Land Girls                                  | Philip                       |                 |
| 1999 | Every Woman Knows a Secret                      | Rob                          | Tv mini-serie   |
| 1999 | After the Rain                                  | Steph                        |                 |
| 2000 | Kiss Kiss (Bang Bang)                           | Jimmy                        |                 |
| 2000 | The Suicide Club (a.k.a. Game of Death)         | Shaw                         |                 |
| 2000 | David Copperfield                               | James Steerforth             | Tv film         |
| 2000 | Dead Babies                                     | Quentin                      |                 |
| 2000 | Gangster No. 1                                  | Young Gangster               |                 |
| 2001 | A Knight's Tale                                 | Geoffrey Chaucer             |                 |
| 2001 | A Beautiful Mind                                | Charles Herman               |                 |
| 2002 | Euston Road                                     | "Y"                          | Short           |
| 2002 | The Heart of Me                                 | Rickie                       |                 |
| 2003 | Master and Commander: The Far Side of the World | Dr. Stephen Maturin          |                 |
| 2003 | The Reckoning                                   | Nicholas                     |                 |
| 2003 | Dogville                                        | Tom Edison                   |                 |
| 2004 | Wimbledon                                       | Peter Colt                   |                 |
| 2006 | Firewall                                        | Bill Cox                     |                 |
| 2006 | Da Vinci Mysteriet                              | Silas                        |                 |
| 2008 | Iron Man                                        | J.A.R.V.I.S.                 | kun stemme      |
| 2008 | The Secret Life of Bees                         | T. Ray Owens                 |                 |
| 2008 | Inkheart                                        | Dustfinger                   |                 |
| 2008 | Broken Lines                                    | Chester                      |                 |
| 2009 | The Young Victoria                              | Lord Melbourne               |                 |
| 2009 | Creation                                        | Charles Darwin               |                 |
| 2010 | Legion                                          | Michael                      |                 |
| 2010 | Iron Man 2                                      | J.A.R.V.I.S.                 | kun stemme      |
| 2010 | The Tourist                                     | John Acheson                 |                 |
| 2011 | Priest                                          | Priest                       |                 |
| 2011 | Margin Call                                     | Will Emerson                 |                 |
| 2012 | The Avengers                                    | J.A.R.V.I.S.                 | kun stemme      |
| 2013 | Blood                                           | Joe Fairburn                 |                 |
| 2013 | Iron Man 3                                      | J.A.R.V.I.S.                 | kun stemme      |
| 2014 | Transcendence                                   | Max Waters                   |                 |
| 2015 | Mortdecai                                       | Jock Strapp                  |                 |
| 2015 | Shelter                                         | Writer/Director              | Post-Produktion |
| 2015 | Avengers: Age of Ultron                         | Vision/J.A.R.V.I.S. (stemme) | Post-Produktion |